# Макбэйн (фильм)
«Макбэйн» (англ. McBain) — американский боевик 1991 года, снятый режиссёром Джеймсом Гликенхаусом. Главные роли исполнили Кристофер Уокен, Мария Кончита Алонсо и Майкл Айронсайд. Фильм оказался не очень успешным, собрав в кинопрокате в США менее 500 тысяч долларов, однако он оказал влияние на один из самых популярных мультсериалов последних лет — «Симпсоны».

## Сюжет
Сантос пытается поднять народ на восстание в Колумбии, чтобы свергнуть тираничный режим президента. Когда восстание подавляется, а Сантос погибает, его сестра Кристина отправляется в Нью-Йорк, чтобы найти Макбэйна, лейтенанта, которому Сантос спас жизнь во время Вьетнамской войны. Макбэйн соглашается отомстить за смерть Сантоса, собирает своих старых армейских товарищей, собирает денежные средства, убивая нескольких наркоторговцев, после чего наносит удар по коррумпированному правительству.

## В ролях
- Кристофер Уокен — Бобби Макбэйн
- Майкл Айронсайд — Френк Брюс
- Мария Кончита Алонсо — Кристина Сантос
- Стив Джеймс — Истлэнд
- Чик Веннера — Роберто Сантос
- Маршалл Томпсон — мистер Рич (последняя роль актёра)
- Луис Гусман — Папо

## Прокат
Фильм вышел на экраны в США 20 сентября 1991 года и собрал в прокате 456 127 долларов.